# Amaracarpus wichmannii
Amaracarpus wichmannii är en måreväxtart som beskrevs av Theodoric Valeton. Amaracarpus wichmannii ingår i släktet Amaracarpus och familjen måreväxter. Inga underarter finns listade i Catalogue of Life.